# Havran (Turquie)
Havran est une ville et un district de la province de Balıkesir, dans la région de Marmara, en Turquie.